# Bodypercussion
Bodypercussion ist die meist rhythmische Klangerzeugung mit dem eigenen Körper unter Zuhilfenahme von Händen, Füßen, Fingern und dem Mund. 

## Verbreitung
Primaten wie Gorillas oder Schimpansen setzen Bodypercussion als Brust-Schlagen zur Verstärkung des Gebrülls oder als Drohgebärde ein. Ebenso kann das Zirpen der Grillen durch das Aneinanderreiben ihrer Hinterfüße als Bodypercussion im Tierreich bezeichnet werden.
In verschiedenen Tänzen kommt Bodypercussion zum Einsatz
- Juba, einem Plantagentanz, der Bodypercussion als Trommelersatz verwendet
- Schuhplattler, bei dem das Schuhplatteln, das Patschen auf Schenkel, Knie und Fußsohlen das Solo des Mannes ist
- Flamenco, bei dem das rhythmische Klatschen und das harte Aufstampfen mit dem Absatz charakteristisch ist

## Klangerzeugung
Die wichtigsten Klangerzeugungsmöglichkeiten beim Bodypercussion sind das Schnipsen mit den Fingern, das Klatschen mit den Händen, das Klopfen mit den Händen auf anderen Körperteilen und das Stampfen mit einem Fuß oder mit beiden Füßen. Auf allen Körperteilen kann geklopft werden, wobei hier entweder die flache Hand, Faust oder nur die Finger zum Einsatz kommen. Durch Veränderung der Handform wird sowohl beim Klatschen als auch beim Klopfen der Klang verändert.
Zungeschnalzen, Zähneklappern, Ploppen und Händereiben sind weitere Bodypercussion-Klänge.
Die Dynamik der einzelnen Bodypercussion-Klänge ist stark unterschiedlich und lässt sich bei vielen Klängen nur wenig verändern. Das Klatschen ist dynamisch am flexibelsten, manche Klänge können maximal im Piano oder Mezzoforte erklingen.

## Notation
Für Bodypercussion gibt es keine festen Notationsregeln. In Anlehnung an die Schlagzeugnotation ist in den Bodypercussion-Werken von Andreas Horwath das Fußstampfen wie eine Bass Drum, das Klatschen wie eine Snare, das Fingerschnippen wie eine Hi-Hat und das Klopfen auf Brust, Bauch und Oberschenkel wie Tomtoms notiert. Effekte sind in der Regel durch spezielle Notenköpfe und auf anderen Notenlinien bzw. -zwischenräumen notiert.
Der Komponist Andreas Horwath hat drei Werke für Bodypercussion verfasst, die bekannte Melodien mit Bodypercussion umsetzen.
- Body percussion
- Body percussion classic
- Body percussion Zarathustra